# Inocenc V.
Blahoslavený Inocenc V. (asi 1225 – 22. června 1276), rodným jménem Pierre de Tarentaise, byl papežem římskokatolické církve od 21. ledna do své smrti 22. června 1276.

## Život
Narodil se kolem roku 1225 poblíž Moûtiers, historicky též Tarentaise, v oblasti jihovýchodní Francie. V 16 letech vstoupil do dominikánského řádu, v kterém získal velký věhlas jako kazatel. Dvanáct let vyučoval na pařížské bohoslovecké fakultě, kde byl prvním nástupcem sv. Tomáše Akvinského. V roce 1272 byl jmenován arcibiskupem v Lyonu. Byl prvním dominikánem, který se stal papežem. Na post papeže nastoupil po Řehoři X. Zvolen byl 21. ledna, korunován pak 22. února 1276.

### Pontifikát
Jediným zaznamenáníhodným činem během jeho krátkého a klidného pontifikátu byla jeho snaha o sjednocení západního (katolického) a východního (pravoslavného) křesťanství. V době, kdy umíral, právě zařizoval vyslání legátů k východořímskému, tj. byzantskému císaři Michaelu VIII. Palaiologovi (1261–1282) ve spojitosti s rozhodnutími nedávného 2. lyonského koncilu. Zůstává otázkou, zda by z tohoto dialogu mohlo něco vzejít, neboť papež byl v té době pod velkým vlivem Karla I. z Anjou. Michaelovi se tak styl jazyka, diktovaný Karlem, který Inocenc V. v korespondenci použil, mohl zdát útočný.

## Dílo
Inocenc V. je také autorem několika prací z oblasti filosofie, teologie a církevního práva, které obsahují např. komentáře k novozákonním listům apoštola Pavla, či k Sentencím Petra Lombardského.

## Úcta
Inocenc V. byl pohřben v Lateránské bazilice v Římě, ovšem označení jeho hrobu se nedochovalo. Jeho beatifikace byla potvrzena římským (tj. katolickým) papežem Lvem XIII. (1878–1903). Jeho památka se v katolické církvi slaví 22. června.

## Odkazy

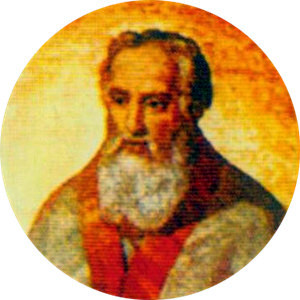
Portrét papeže bl. Inocence V. v bazilice sv. Pavla za hradbami

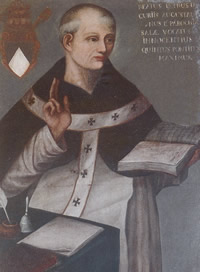
Portrét papeže bl. Inocence V.